# Скульптурна група «Козаки» (Волго-Донський канал)
Скульптурна група «Козаки» — монументальна композиція на північно-західній околиці Волгодонська. Прикрашає шлюз № 15 Волго-Донського судноплавного каналу. Зведена в 1953 році за проектом архітектора Леоніда Михайловича Полякова і скульптора Георгія Івановича Мотовилова. Постановою Ради міністрів РРФСР № 1327 від 30 серпня 1960 року монумент віднесено до пам'яток державного значення. Скульптурна група «Козаки» є єдиним об'єктом культурної спадщини федерального значення в Волгодонську і Волгодонському районі. Скульптури козаків символізують подвиг гвардійців Кубанського козацького кавалерійського корпусу в роки Великої Вітчизняної війни та військову славу Донського козацтва в цілому.

## Опис
Скульптурна композиція складається з двох веж-колон, розташованих по обидві сторони від останнього (№ 15) шлюзу Волго-Донського судноплавного каналу. На них встановлені статуї вершників. П'єдестали виконані в дусі раннього класицизму, зверху прикрашені фільончастим поясом. Ширина біля основи становить 4,5 м. Напис на меморіальній дошці свідчить: «Тут у серпні 1942 року стояли на смерть, захищаючи ворота Кавказу, гвардійці Кубанського козацького корпусу, здивувавши світ своєю стійкістю і величчю духу.»
Козаки в мундирах зображуються на здиблених конях. Один з козаків замахується шашкою, інший тримає її над головою. У зв'язку з тим, що «Козаки» є об'єктами культурної спадщини федерального значення на прилеглій території заборонено вести господарську або яку-небудь іншу діяльність, здатну чинити негативний вплив на збереження цього об'єкта, крім цього, заборонено розміщувати будь-які інформаційні або рекламні стенди і вирубувати рослинність.

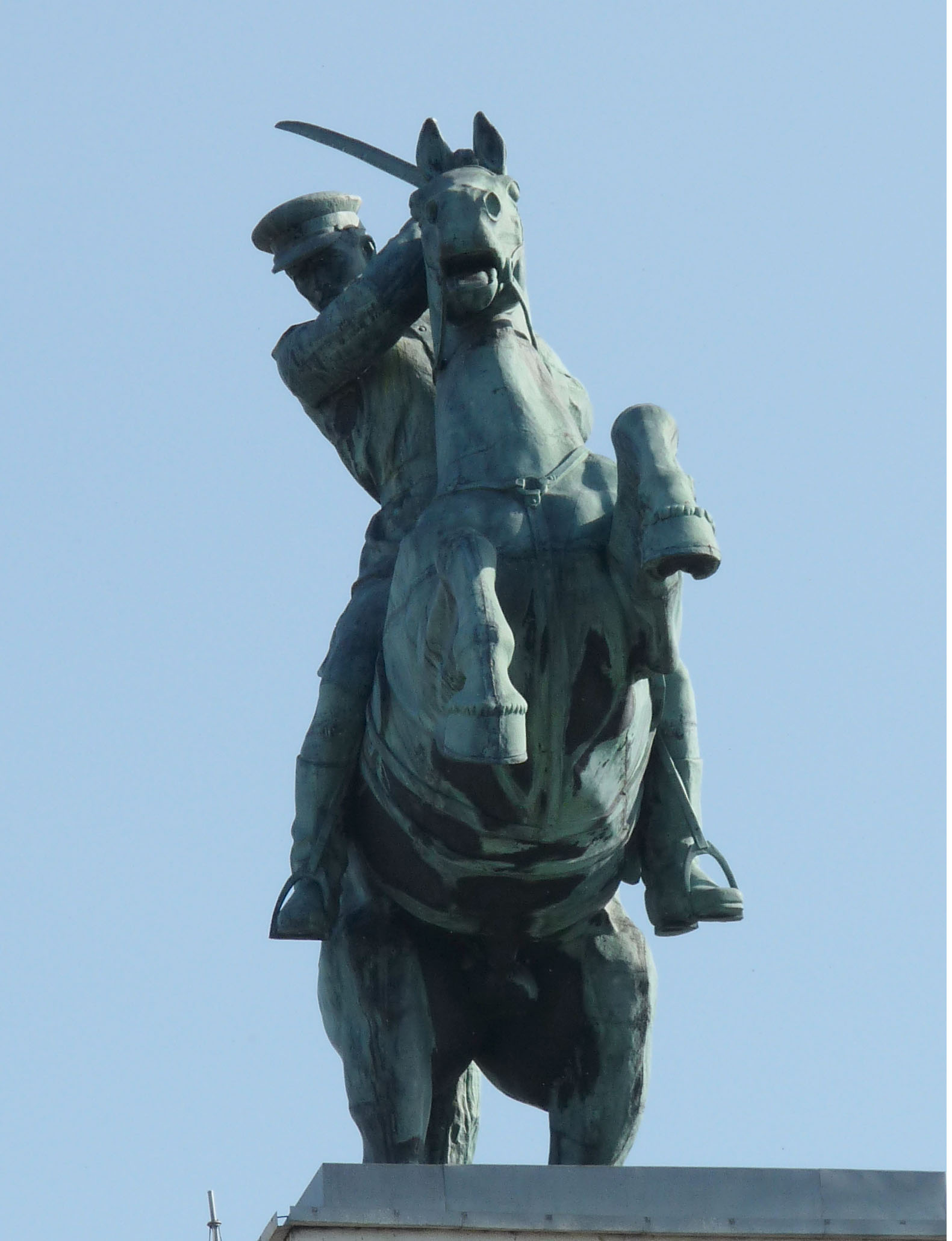
Скульптурна група «Козаки»
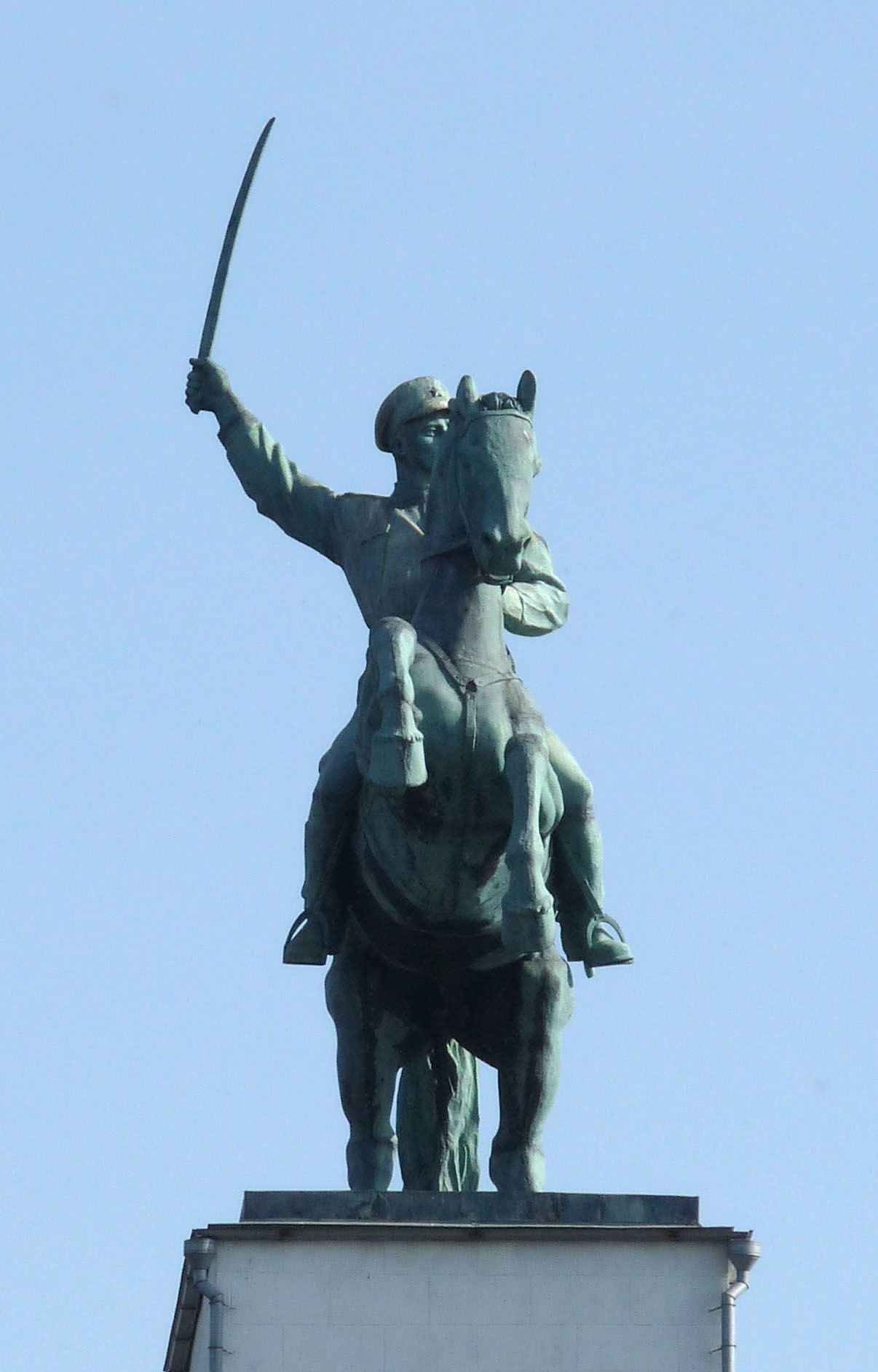
Скульптурна група «Козаки»
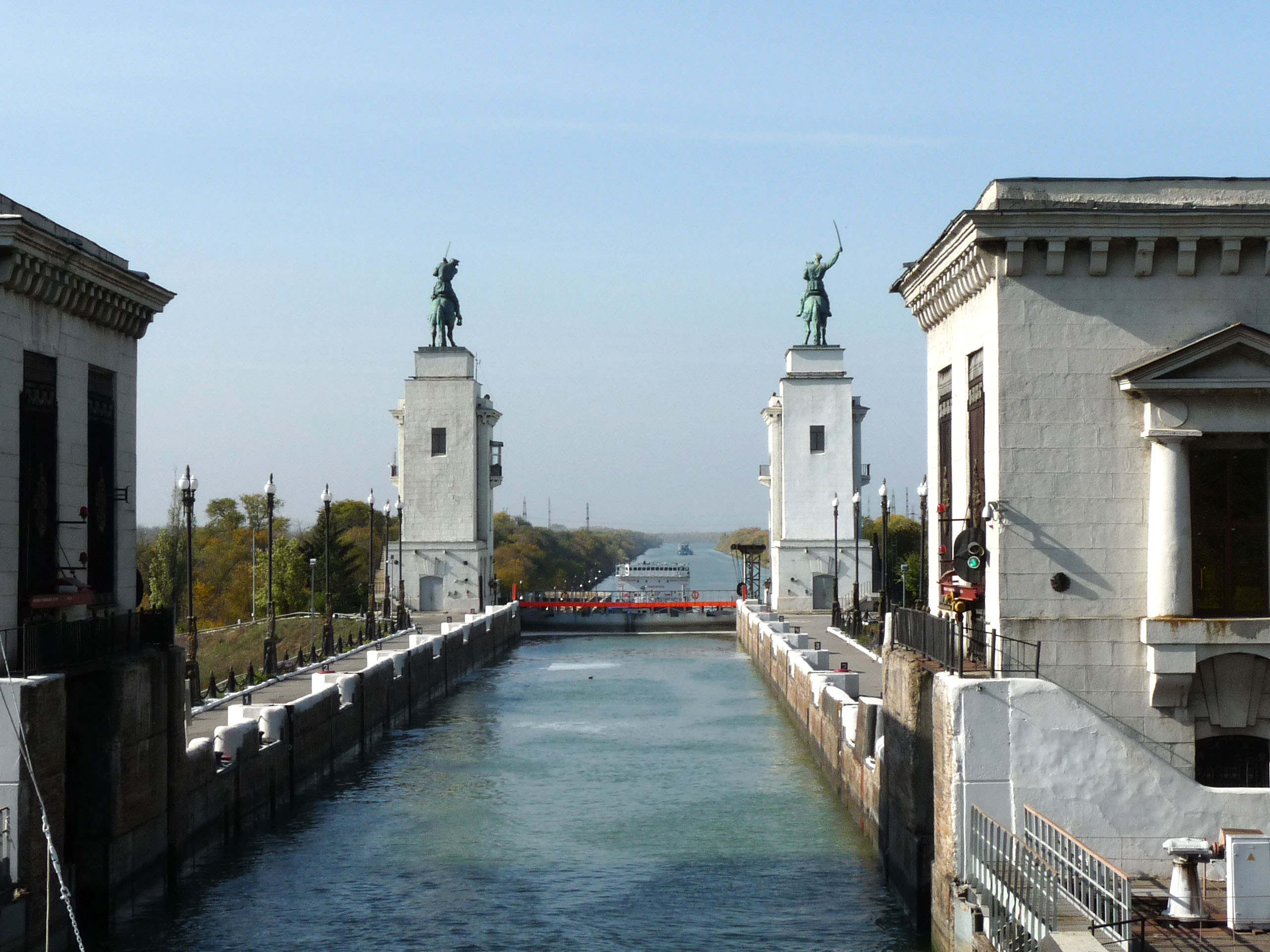
«Козаки» біля шлюзу № 15